# Johannes Kay
Johannes Kay (* 10. Februar 1995) ist ein deutscher Voltigierer. Mit der Mannschaft des Team Neuss wurde er mehrfach Europa- und Weltmeister.

## Sportlicher Werdegang
Kay interessierte sich von früher Jugend an für Pferde, daher wurde er Mitglied des RSV Neuss-Grimmelhausen und trainierte dort den Voltigiersport. Er wurde in das national und international agierende Team Neuss aufgenommen, für das er sowohl im Einzel, als auch im Doppel mit Janika Derks an den Start geht.
Erste Erfolge stellten sich, zunächst in der Jugendmannschaft, ein: So wurde er bei den Jugendvoltigier-Europameisterschaften 2012 und 2013 Jugendeuropameister. 2014 wurde er mit dem Team Neuss Mannschafts-Weltmeister bei den Weltreiterspielen 2014. Im Jahr darauf holte das Team bei den FEI Europameisterschaften 2015 in Aachen auch dort den Titel. Unter dem Nicknamen Jo Bro nahm er dann 2016 an den Voltigierweltmeisterschaften in Le Mans teil und errang eine Silbermedaille im Doppel mit Janika Derks. Bei den Weltmeisterschaften 2018 in Tryon gewann er mit ihr die Bronzemedaille im Doppel. Im gleichen Jahr wurde er zusammen mit Janika Derks auch deutscher Meister im Doppel.
Für seine sportlichen Leistungen wurde er am 3. November 2017 vom damaligen Bundesinnenminister Thomas de Maizière mit dem Silbernen Lorbeerblatt ausgezeichnet.

## Privatleben
Johannes Kay stammt ursprünglich aus Sörup, seine Schwestern Sarah und Julia sind ebenfalls Voltigiererinnen. Hauptberuflich ist Kay als Physiotherapeut tätig.